# Nomada sicula
Nomada sicula là một loài Hymenoptera trong họ Apidae. Loài này được Schwarz mô tả khoa học năm 1974.